# 김보경 (2002년)

김보경은 한림성심대학교 출신의 여자 수구 국가대표 선수이다.